# Projection de Werner

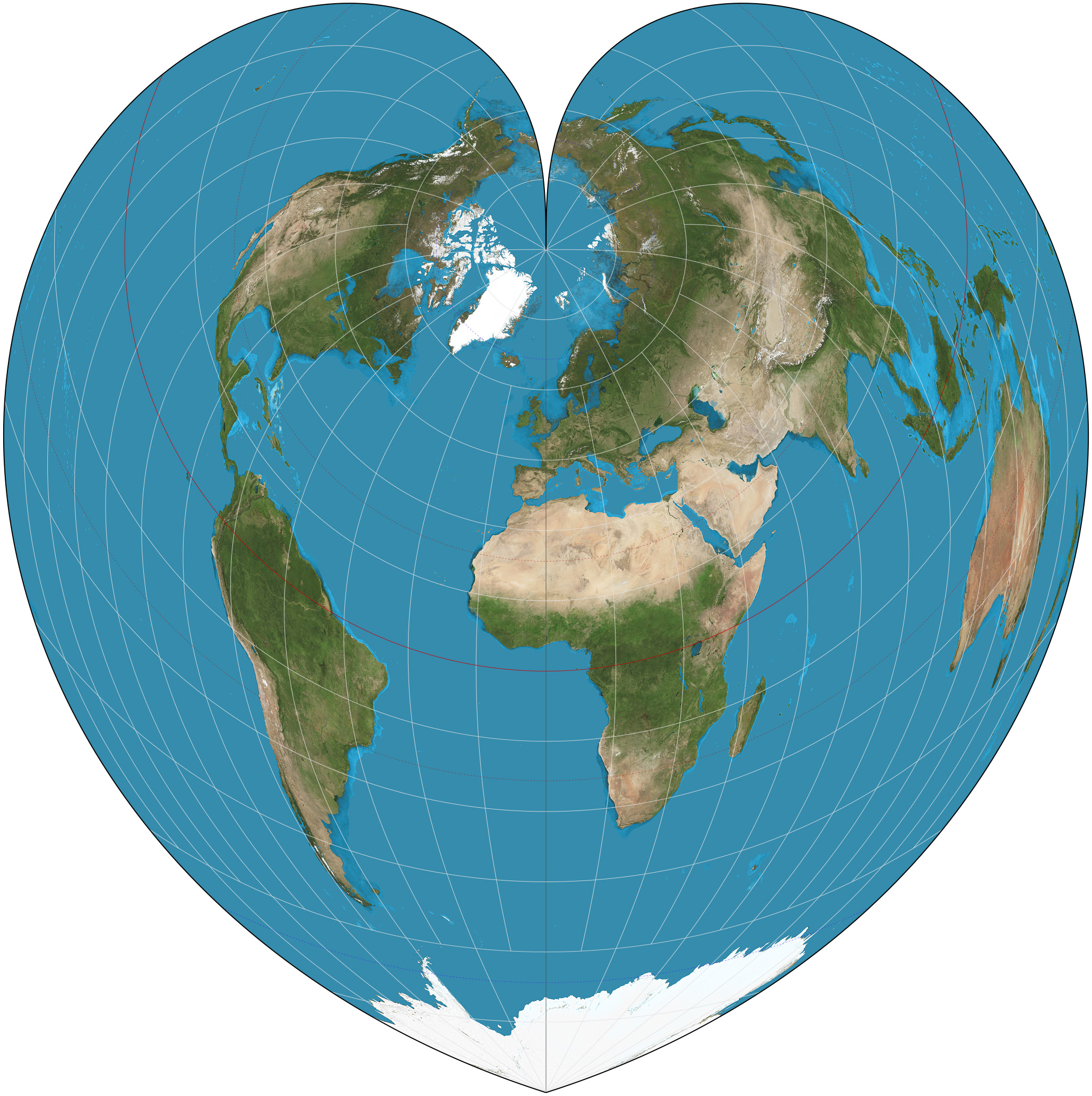
Projection de Werner de la Terre.

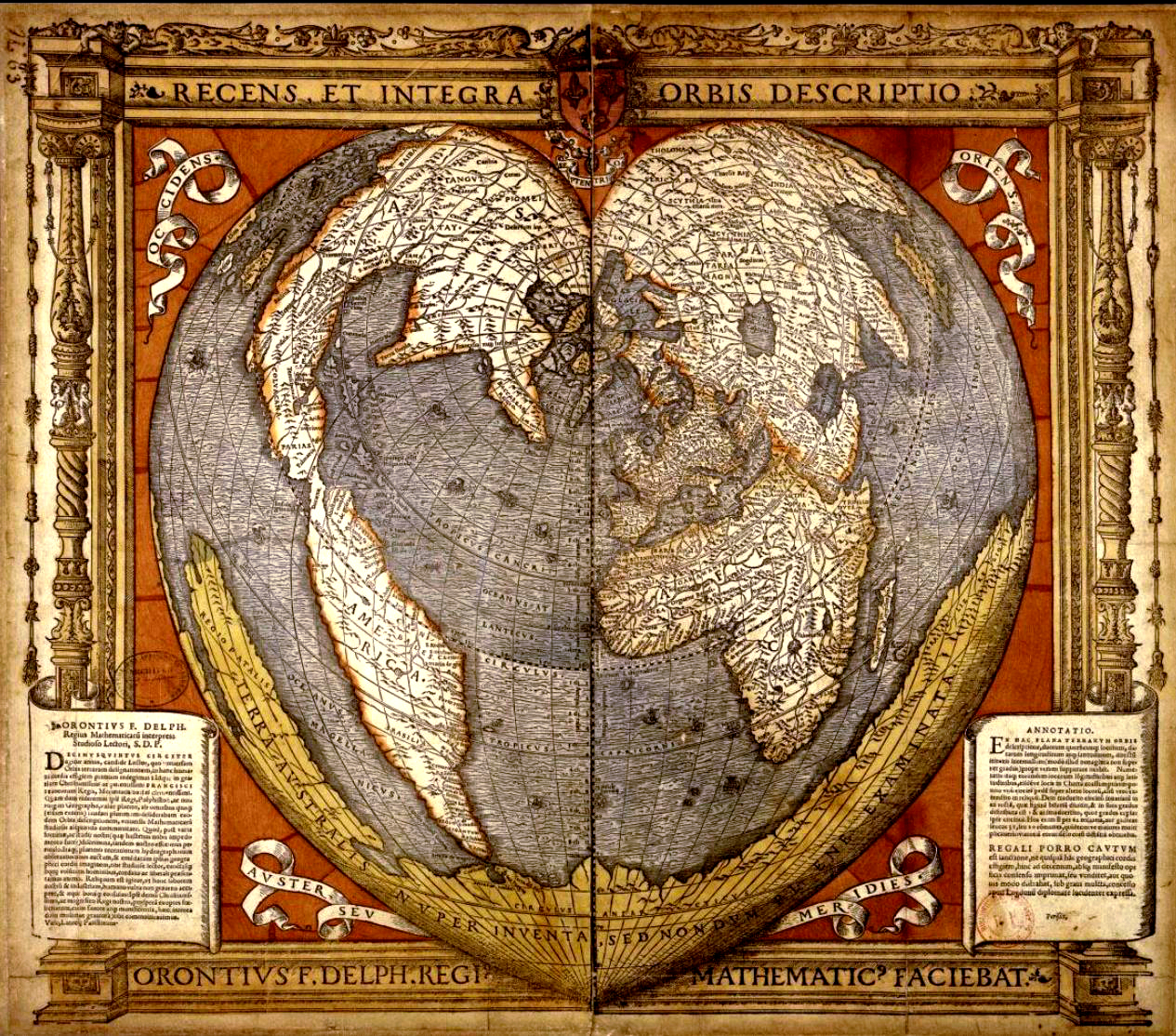
Dans Recens et integra orbis descriptio, Oronce Fine, 1536.

La projection de Werner est une projection cartographique pseudo-conique à surfaces égales, aussi appelée Stab-Werner ou Stabius-Werner. Comme d'autres projections en forme de cœur, elle est classée comme cordiforme. Le nom de Stab-Werner fait référence à Johannes Werner (1466-1528), cartographe à Nuremberg, qui a développé la projection conçue par Johannes Stabius de Vienne vers 1500.
Cette projection est un cas limite de la projection de Bonne, son parallèle origine étant situé à un des pôles (90°N/S),. L'échelle est respectée le long de chaque parallèle et du méridien central. 